# Clase Colossus (1911)
La clase Colossus de dos acorazados de la Marina Real Británica, están entre los primeros acorazados que siguieron al Dreadnought de 1906. Se propusieron originalmente como parte de la clase Neptune, pero estos dos buques tenían una protección más gruesa y otras diferencias con los el HMS Neptune, y por lo cual, son considerados tradicionalmente como una clase independiente. Eran acorazados armados con cañones de 305 mm, fueron seguidos por los excelentes acorazados de la clase Orion con cañones de 343 mm.